# Luis Fernando Cartagena Travesedo
Luis Fernando Cartagena Travesedo (Oriola, 1954) és un metge i polític valencià, fill de Luis Cartagena Soriano, antic alcalde d'Oriola. Llicenciat en medicina, especialitzat en urologia. Militant d'Aliança Popular i després del Partit Popular, ha estat diputat per la província d'Alacant a les eleccions generals espanyoles de 1989 i 1993. També fou batle d'Oriola del 1987 al 1997, i conseller d'obres públiques de la Generalitat Valenciana del 1995 al 1998, any en què dimití en veure's implicat en un cas de delicte fiscal.
El 14 de març de 2002 fou condemnat a quatre anys de presó per l'Audiència Provincial d'Alacant, juntament amb l'industrial Ángel Fenoll Pérez, per apropiació indeguda de 49.000 euros procedents del superàvit de gestió de l'hospital municipal Sant Joan de Déu, de les Germanes Carmelites, el 1993. El 17 de juliol de 2008 ingressà al Centre Penitenciari Alacant II en Villena.
En 2010, estant ja en llibertat per compliment parcial de la condemna, la seua empresa és adjudicatària d'una contracta de 70.000 euros per a assessorament estratègic del president del Consell de Cambres de la Comunitat Valenciana.

## Corrupció

### Cas de delicte fiscal
En 1998, dimití del seu càrrec de conseller d'Obres Públiques en veure's implicat en un cas de presumpte delicte fiscal.
El 10 de novembre de 2006, després que en el mes d'agost la jutgessa instructora (titular del jutjat d'Instrucció número 4 d'Oriol) tancara la instrucció del cas, la Fiscalia Anticorrupció ha presentat l'escrit de qualificació inicial, on sol·licita 3 anys de presó per a Luis Fernando Cartagena Travesedo per un presumpte delicte contra la Hisenda Pública.
En setembre 2012, 25 anys després que el Tribunal Superior de Justícia de la Comunitat Valenciana rebera la peça separada del cas de delicte fiscal que involucrava al que era conseller d'Obres Públiques, el cas continua al jutjat d'Oriola encara pendent que es fixe la data del judici.

### Cas d'apropiació indeguda
El 12 d'abril de 2000, a instàncies del Fiscal Cap de l'Audiència Provincial d'Alacant, José Antonio Romero, el jutge instructor del cas, Marcos de Alba (titular del Jutjat d'Instrucció número 4 d'Oriola) decideix interrogar de nou l'empresari Ángel Fenoll Pérez. Presumptament, l'empresari Ángel Fenoll Pérez hauria lliurat factures falses a través de la seua empresa Limplac perquè Luis Fernando Cartagena Travesedo poguera justificar el destí dels 49.000 euros, que segons la seua versió, s'haurien invertit en la rehabilitació d'habitatges socials d'un barri marginal d'Oriola, obres realitzades per l'empresa Limplac. Tanmateix, un soci d'aquesta empresa nega aquesta versió dels fets.
El 26 de maig de 2008, la Fiscalia demana l'ingrés immediat en presó del condemnat Luis Fernando Cartagena Travesedo.
El 30 de maig de 2008, el Govern denega l'indult a Luis Fernando Cartagena Travesedo.
El 17 de juliol de 2008 ingressa al Centre Penitenciari Alacant II en Villena.

### Cas de frau fiscal
El 17 de desembre de 2012, el jutge d'instrucció, titular del jutjat de primera instància i instrucció número 5 de Paterna, obre judici oral contra Luis Fernando Cartagena Travesedo i altres 12 persones per presumpte frau fiscal en relació amb la venda de minuts de telefonia.